# Sibulan

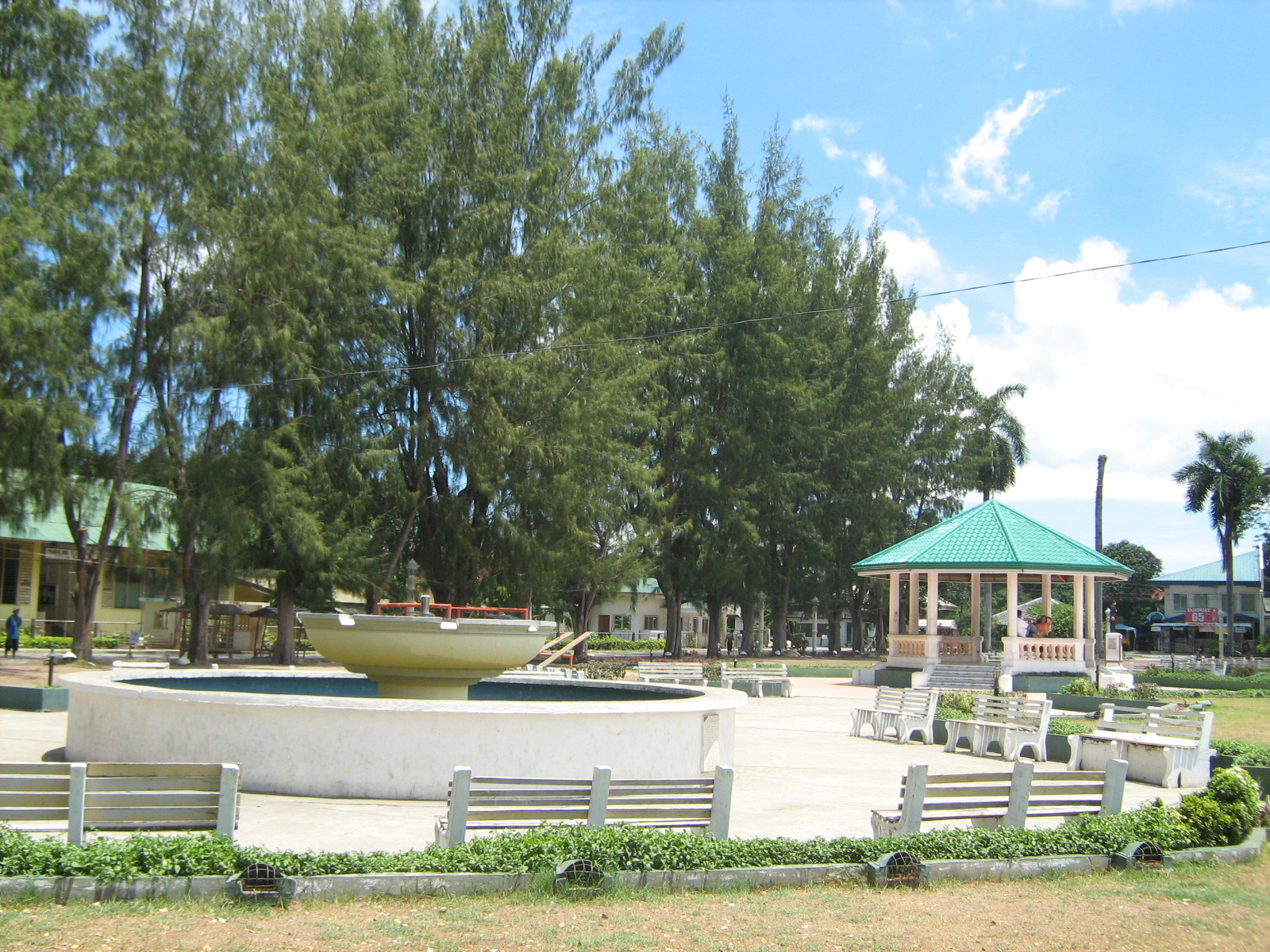
Het centrale plein van Sibulan

Sibulan is een gemeente in de Filipijnse provincie Negros Oriental. Bij de laatste census in 2007 had de gemeente ruim 47 duizend inwoners. De gemeente beschikt over een vliegveld, Sibulan Airport.

## Geografie

### Bestuurlijke indeling
Sibulan is onderverdeeld in de volgende 26 barangays:
| - Agan-an - Ajong - Balugo - Bolocboloc - Calabnugan - Cangmating - Enrique Villanueva - Looc | - Magatas - Maningcao - Maslog - Poblacion - San Antonio - Tubigon - Tubtubon |

## Demografie
Sibulan had bij de census van 2007 een inwoneraantal van 47.162 mensen. Dit zijn 9.639 mensen (25,7%) meer dan bij de vorige census van 2000. De gemiddelde jaarlijkse groei komt daarmee uit op 3,20%, hetgeen hoger is dan het landelijk jaarlijks gemiddelde over deze periode (2,04%).